# Hermannobates monstruosus
Hermannobates monstruosus är en kvalsterart som beskrevs av Hammer 1961. Hermannobates monstruosus ingår i släktet Hermannobates och familjen Hermanniellidae. Inga underarter finns listade i Catalogue of Life.